# Лісні Поляни (Омутнінський район)
Лісні́ Поля́ни (рос. Лесные Поляны) — селище у складі Омутнінського району Кіровської області, Росія. Адміністративний центр Ліснополянського сільського поселення.

## Населення
Населення становить 1361 особа (2010, 1785 у 2002).

## Історія
1963 року селище отримало статус селища міського типу, однак 2005 втратило його.